# Double Dragon V: The Shadow Falls
Double Dragon V: The Shadow Falls is een videospel voor het platform Atari Jaguar. Het spel werd uitgebracht in 1994. Het perspectief van het spel is in de derde persoon.

## Ontvangst
| Beoordeeld door                      | Platform        | Datum            | Score |
| ------------------------------------ | --------------- | ---------------- | ----- |
| Video Games & Computer Entertainment | Sega Mega Drive | november 1994    | 80%   |
| Video Games & Computer Entertainment | SNES            | augustus 1994    | 70%   |
| Game Players                         | Sega Mega Drive | oktober 1994     | 65%   |
| GamePro (USA)                        | Sega Mega Drive | oktober 1994     | 60%   |
| Electronic Gaming Monthly (EGM)      | Jaguar          | mei 1995         | 59%   |
| neXGam                               | SNES            | 2002             | 47%   |
| Super Power (Sweden)                 | SNES            | december 1994    | 46%   |
| Total! (Duitsland)                   | SNES            | januari 1995     | 35%   |
| Mega Fun                             | Jaguar          | mei 1995         | 19%   |
| The Atari Times                      | Jaguar          | 10 februari 2004 | 8%    |